# Alexis Gougeard
Alexis Gougeard   (Rouen, 5 de març de 1993) és un ciclista francès professional des del 2014 fins al 2024. El seu darrer equip va ser el Cofidis. En el seu palmarès destaca una victòria d'etapa a la Volta a Espanya de 2015.

## Palmarès
- 2011
  - 1r al Gran Premi Rüebliland i vencedor d'una etapa
- 2012
  - Vencedor d'una etapa dels Tres dies de Cherbourg
- 2013
  - Vencedor d'una etapa de la Gran Premi ciclista de Saguenay
  - Vencedor d'una etapa del Tour de l'Avenir
- 2014
  - 1r a la Clàssica Loira Atlàntic
  - 1r a la Boucles de l'Aulne
- 2015
  - 1r a la Clàssica Loira Atlàntic
  - 1r a la Eurométropole Tour i vencedor d'una etapa
  - Vencedor d'una etapa a la Volta a Espanya
  - Vencedor d'una etapa als Quatre dies de Dunkerque
- 2017
  - 1r a la Polynormande
- 2019
  - 1r al Circuit de la Sarthe i vencedor d'una etapa
  - 1r als Boucles de l'Aulne

### Resultats a la Volta a Espanya
- 2015. 112è de la classificació general. Vencedor d'una etapa
- 2017. 99è de la classificació general
- 2018. Abandona (11a etapa)

### Resultats al Tour de França
- 2016. 147è de la classificació general
- 2019. 115è de la classificació general
- 2022. 89è de la classificació general

### Resultats al Giro d'Itàlia
- 2021. 114è de la classificació general